# Maria Lúcia Lepecki
Maria Lúcia Torres Lepecki ComSE (Araxá, Minas Gerais, 1940 — Lisboa, 24 de Julho de 2011) foi uma professora universitária de literatura portuguesa, ensaísta e crítica literária.

## Biografia
Maria Lúcia Lepecki nasceu em 1940 em Araxá, estado de Minas Gerais, no Brasil.
Brasileira pelo nascimento, por altura de sua morte, a agência AP anunciou erroneamente que Maria Lúcia Lepecki tinha nacionalidade portuguesa por casamento. Tal informação foi reproduzida em vários jornais, porém não corresponde aos factos. Maria Lúcia Lepecki nunca se casou com um cidadão português, nem nunca teve outra nacionalidade que não a brasileira. Com residência fixa em Portugal a partir de 1970, Maria Lúcia Lepecki licenciou-se em Filologia Românica pela Universidade de Minas Gerais e doutorou-se, em 1967, com uma dissertação sobre Camilo Castelo Branco intitulada Sentimentalismo: Contribuição para o Estudo da Técnica Romanesca de Camilo.
Foi professora catedrática da Faculdade de Letras da Universidade de Lisboa, onde ensinou entre 1970 e 2008, e especialista nas áreas de Literatura Portuguesa dos séculos XIX e XX.
Foi professora visitante e conferencista em várias universidades europeias ([carece de fontes?], Salamanca, Oxford, Budapeste e Varsóvia) e brasileiras (Minas Gerais e Rio de Janeiro).
Colaborou com a Escola de Formação de Professores do Ensino Secundário da Cidade da Praia, em Cabo Verde.
Na sua actividade de crítica literária, colaborou em várias revistas e jornais portugueses e estrangeiros.
Foi colunista da revista mensal Super Interessante e membro do seu Conselho Consultivo. Na televisão, co-apresentou o programa Frou Frou, um magazine feminino da RTP1 em 1995, conjuntamente com Alexandra Lencastre, Margarida Pinto Correia, Catarina Portas e Margarida Martins.
Durante o encontro literário Correntes d'Escritas de 2008, Maria Lúcia Lepecki manifestou-se publicamente contra o novo acordo ortográfico.
Maria Lúcia Lepecki faleceu em Lisboa em 24 de Julho de 2011, com 71 anos de idade, vítima de cancro.

## Obras publicadas
- Sentimentalismo: Contribuição para o Estudo da Técnica Romanesca de Camilo, 1967
- O Tempo no Romance Português Contemporâneo: Fernanda Botelho, 1969
- Eça na Ambiguidade (Crítica Literária), 1974
- Autran Dourado: Uma Leitura Mítica, 1976
- Ideologia e Imaginário: Ensaio sobre José Cardoso Pires, 1978
- Romantismo e Realismo na Obra de Júlio Dinis, 1979
- Meridianos do Texto, 1979
- Para Uma História das Ideias Literárias em Portugal, 1988
- Sobreimpressões: Estudos de Literatura Portuguesa e Africana, 1988
- Ensaios de retórica e de interpretação, 2004

## Algumas associações de que foi membro
- Membro da direcção da Associação Portuguesa de Escritores (1975-1977);[1]
- Vice-presidente da Associação Internacional de Lusitanistas (Poitiers) (1984-1986);[1]
- Presidente da Associação de Professores de Português (1986-1988);[1]
- Membro da Associação Internacional dos Críticos Literários.[1]

## Prémios e distinções
- Prémio Nacional da Crítica (Brasil, 1977) pela obra Autran Dourado: Uma Leitura Mítica
- Foi agraciada, a 11 de Março de 2000, com o grau de Comendadora da Ordem Militar de Sant'Iago da Espada.[4]
- Grande Prémio de Ensaio Literário da Associação Portuguesa de Escritores (2004)[2] pela obra Ensaios de retórica e de interpretação.